# Герой Калмикії
Герой Калмикії — найвища відзнака, нагорода Республіки Калмикії — звання, присвоєне за заслуги перед Калмикією, пов'язані з вчиненням геройського подвигу, трудового героїзму і видатного внеску для процвітання Калмикії. Звання присвоюється лише громадянам Російської Федерації і може бути присвоєно посмертно.

## Історія
Звання «Герой Калмикії» засноване 7 серпня 1993 року Парламентом Республіки Калмикія — Хальмг Тангч.
Удостоєному звання, вручаються грамота про присвоєння звання Героя Калмикії і знак особливої відзнаки — Орден Білого Лотоса (спочатку називався Орденом «За заслуги перед Республікою Калмикія — Хальмг Тангч»).
Звання Героя Калмикії присвоюється один раз Главою Республіки Калмикії.

## Нагороджені
- Олександр Сергійович Ігнатьєв — гравець ФК Уралан (Еліста);
- Кірсан Миколайович Ілюмжинов — перший Президент Калмикії[1];
- Олексій Васильович Гордєєв — міністр сільського господарства Росії;
- Геннадій Васильович Кулик — депутат Державної Думи;
- Семен Ізраїльович Ліпкін — перекладач;
- Аліна Андріївна Макаренко — золотий призер олімпійських ігор 2012 року з художньої гімнастики[2];
- Петро Тимофійович Надбитов — художній керівник Державного театру танцю «Ойрати»[3];
- Андрій Миколайович Саморуков — гравець ФК Уралан (Еліста);
- Мінгіян Артурович Семенов — бронзовий призер олімпійських ігор 2012 року з греко-римської боротьби[4].
- Пюрвя Мучкайович Ерднієв — доктор педагогічних наук, професор Калмицького державного університету.
- Валентина Нимгирівна Гаряєва — калмицька співачка, народна артистка РРФСР.
- Валерій Астайович Болдирєв — депутат Народного Хуралу (Парламенту) РК, голова СВК ПЗ «Першотравневий»